# Heterocondylus
Heterocondylus, rod glavočika, dio tribusa Eupatorieae. Sastoji se od 15 vrsta iz tropske Amerike

## Opis
Heterocondylus uključuje 13 (danas 15) zeljastih vrsta koje se uglavnom nalaze u Brazilu i Paragvaju, s jednom široko rasprostranjenom vrstom (H. vitalbae) koja se proteže sjeverno do Hondurasa. Rod se razlikuje po prepoznatljivom, asimetričnom karpopodiju u kombinaciji sa jako proširenom bazom i papusom brojnih kapilarnih čekinja. Nedavno je opisana jedna vrsta (Esteves & Goncalves-Esteves 2004).

## Vrste
1. Heterocondylus alatus (Vell.) R.M.King & H.Rob.
2. Heterocondylus amphidictyus (DC.) R.M.King & H.Rob.
3. Heterocondylus decipiens (Baker) R.M.King & H.Rob.
4. Heterocondylus didymus (Klatt) Turner
5. Heterocondylus grandis (Sch.Bip. ex Baker) R.M.King & H.Rob.
6. Heterocondylus inesiae R.Esteves
7. Heterocondylus itacolumiensis (Sch.Bip. ex Baker) R.M.King & H.Rob.
8. Heterocondylus jaraguensis (B.L.Rob.) R.M.King & H.Rob.
9. Heterocondylus leptolepis (Baker) R.M.King & H.Rob.
10. Heterocondylus lysimachioides (Chodat) R.M.King & H.Rob.
11. Heterocondylus macrocephalus H.Rob.
12. Heterocondylus penninervius I.T.F.V.Lopes & J.N.Nakaj.
13. Heterocondylus pumilus (Gardner) R.M.King & H.Rob.
14. Heterocondylus reitzii R.M.King & H.Rob.
15. Heterocondylus vitalbae (DC.) R.M.King & H.Rob.

## Sinonimi
Nema.